# المدرسة الوطنية العليا للبيطرة
هي المدرسة الوطنية العليا للبيطرة (بالفرنسية: École nationale supérieure vétérinaire)‏ بالجزائر تقع بنهج حسن بادي بالحراش، 12 كم شرق الجزائر العاصمة، بمحاذات العديد من المدارس الوطنية والمعاهد يقيم طلبتها بالاقامة الجامعية بوراوي عمار المجاورة.
هي مؤسسة جزائرية عمومية للتعليم العالي تحت إشراف وزارة التعليم العالي والبحث العلمي، أُسِّسَت عام 1970م، بقرار رئاسي رقم 65-69 ل 11 مارس 1965.

## شروط الاٍلتحاق
الاٍلتحاق بالمدرسة ممكن بالنسبة للجزائريين الحاصلين على بكلوريا شعب:
- علوم الطبيعة والحياة.
- علوم دقيقة.
- علوم تجريبية.
- رياضيات.
  - التسجيل الأولي يتطلب معدل عام في البكلوريا يساوي أو أكبر من 12/20.
  - الترتيب يعتمد على المعدل الحسابي = (المعدل العام + علوم طبيعية + رياضيات + فيزياء)/4.

بالنسبة للحاصلين على بكلوريا أجنبية فاٍن اٍلتحاقهم بالمدرسة يعتمد على الشراكة بين بلدهم الأصلي والجزائر.

## المنهج
يتم التعليم في المدرسة باللغة الفرنسية وتدوم فترة التكوين خمس سنوات منقسمة اٍلى طورين:
طور قبل-العيادي هو طور تحضيري للدخول في الطور العيادي، خلال السنوات الثلاثة الأولى يتلقى الطلبة دروس في العلوم القاعدية. الطور قبل-العيادي هو في نفس الوقت نظري وتطبيقي.
| سنة أولى | سنة ثانية | سنة ثالثة |
| - علم الأنسجة1 - علم الأجنة - علم الأحياء الخلوي - علم الوراثة - كيمياء حيوية - فيزياء حيوية - إحصاء حيوي - كيمياء - لغة إنجليزية - لغة فرنسية - معلوماتية | - علم الأنسجة2 - تشريح 1 - فيزيولوجيا 1 - علم الأحياء الدقيقة 1 - تربية الحيوان 1 - تغذية - علم الحيوان - معلوماتية - لغة إنجليزية - لغة فرنسية | - طب التشريح المرضي العام - تشريح 2 (علم العضلات. علم المفاصل. علم العظام. علم الأحشاء. علم الأوعية. تشريح الجهاز العصبي) - فيزيولوجيا 2 - علم الأحياء الدقيقة 2 - تربية الحيوان 2 - علم الطفيليات 1 - علم الصيدلة - علم الأعراض - الفيزيولوجيا المرضية |

الطور العيادي خلال السنتين الأخيرتين يبدأ الطلبة بالتمرس على القيام بالتشخيص، العلاج والوقاية من الأمراض المعدية، الأيضية والجراحية لحيوانات المزرعة (دواجن. بقريات. غنم. ماعز) والحيوانات المرافقة (لواحم. خيليات).
| السنة الرابعة | السنة الخامسة |
| - طب التشريح المرضي الخاص - أمراض اللواحم - كيمياء طبية - أمراض المجترات 1 - نظافة وصناعة المواد الغذائية ذات الأصل الحيواني 1 - جراحة عامة - أمراض معدية 1 - باثولوجيا التكاثر 1 - علم الطفيليات 2 - منهجية - وحدة العيادي | - جراحة خاصة - باثولوجيا التكاثر 2 - علم السموم - تربية وأمراض الطيور - أمراض الخيليات - النظافة وصناعة المواد الغذائية ذات الأصل الحيواني 2 - أمراض المجترات 2 - تشريع - أمراض معدية 2 - منهجية - وحدة العيادي |

مذكرات التخرج يتوجب على الطالب قبل التخرج القيام ببحث أكاديمي يدوم سنتين ليقوم بالقائه في الأخير أمام لجنة من الاساتذة.

## الخدمات الطبية
الخدمات مقدمة لعموم الناس من الأحد اٍلى الخميس، من 8:30 حتى 11:30 بدون مواعيد مسبقة. والخدمات المقدمة تنقسم اٍلى نوعين.
1 على مستوى المدرسة
- طب وجراحة الحيوانات الأليفة (مجانية).
- التلقيح تباع اللقاحات على مستوى المدرسة.
- تحاليل الكيمياء الحيوية. (مجانية)
- التشخيص الطفيلي والميكرو بيولوجي. (مجانية)
- التشريح والتشريح المرضي. (مجاني)

2 عند مالك الحيوان على شكل خرجات تعليمية خاصة بالنسبة لمزارع الأبقار، الأغنام والخيول.

## الأحداث العلمية
أيام العلوم البيطرية لدراسة آخر المنجزات العلمية الجديدة، يتم اختيار مواضيع الأيام لتكون قريبة من الاهتمامات الرئيسية للجزائر.
- أيام العلوم البيطرية الأولى 25 نوفمبر 2004 اٍدارة الولادة في مزارع الحيوانات الأليفة
- أيام العلوم البيطرية الثانية 22 مارس 2005 الأمراض الطفيلية حيوانية المنشأ بالجزائر
- أيام العلوم البيطرية الثالثة 10 و11 ديسمبر 2005 تربية وأمراض الدواجن والأرانب.
- أيام العلوم البيطرية الرابعة 26 27 أفريل 2006 نظافة وسلامة الأغذية.
- أيام العلوم البيطرية الخامسة 21 و22 أفريل 2007 تغذية وتكاثر المجترات. المظهر الصحي والتربوي
- أيام العلوم البيطرية السادسة 19 و20 أفريل 2008 الأدوية البيطرية: مناهج علاج جديدة وتأثيرها على الصحة العامة.
- أيام العلوم البيطرية السابعة 18 و19 أفريل 2009 الأمراض المعدية لدى البقريات
- أيام العلوم البيطرية الثامنة أفريل 1010 تحديات قطاع الحليب في الجزائر.

## المكتبية
تتوفر المدرسة على:
- مكتبة مكونة من 14.000 مصدر بين كتاب، مذكرة تخرج، أطروحة أكاديمية، دورية وقرص مضغوط.
- قاعتي اٍعلام آلي مزودة ب 60 جهاز كمبيوتر مربوطة بشبكة الأنترنت ADSL.

## وصلات خارجية
- الموقع الرسمي للمدرسة بالفرنسية